# シジルマサ首長国
シジルマサ首長国（シジルマサしゅちょうこく）は、マグレブにあった中世初期のベルベル人国家である。977年にシジルマサ・イマーム国が倒された後、コルドバ・カリフ国の一部として形成された。1012年、シジルマサはカリフ国の衰退により独立し、マグレブの覇権をめぐって近隣諸国と長きにわたる戦争を繰り広げた。1053年、ムラービト朝に征服された。

## 歴史
10世紀中頃から、ベルベル人のゼナト同盟の一族であるマグラ族がコルドバ・カリフ国に参加した。マグラ族はファーティマ朝に対する遠征に参加した。977年、南部マグラ族の指導者であるハズルン・イブン・ファルファル・イブン・ハザールは、ハジブ・アル・マンスールの支援を受け、ハワーリジュ派の一派、スフル派を信仰していたためにスンナ派と対立していたミドラール朝シジルマサ・イマーム国へと対抗した。同時にシジルマサは、900年代初頭から大きな影響力を持ったファーティマ朝によって領有を主張された。そのため、ファーティマ朝のシジルマサ領有を阻止するための遠征が行われ、その結果、マグラ族はシジルマサを占領し、イマーム国を滅ぼした。
その結果、ハズルンはエミール（首長）の称号を貰い受け、コルドバのカリフから権威を認められた。それ以来、シジルマサではハズルン朝が支配するようになった。ハズルンの後継者となったバヌディエは、979年、シジルマサを占領したファーティマ朝の属国であるズィール朝と戦わなければならなかった。しかし、980年にはアル・マンスールの助けで首長位へ復帰した。
995年から999年にかけて、シジルマサの首長らはアル・マンスールと緊張関係に陥り、その結果、ハズルン朝は何度も権力を奪われることになった。結局、ハズルン朝は最終的にはなんとかコルドバ・カリフ国と和解することができた。
1012年、コルドバ・カリフ国が崩壊すると、バヌディエ首長はシジルマサの独立を宣言した。その後、シジルマサは領土拡大のための遠征を始め、まずはドラア地方を征服した。1016年にはフェズ首長国との戦争が始まり、1017年にはムルヤ川渓谷のスフルイ地域を奪うことに成功した。その後、シジルマサ首長国はフェズとの戦争に勝利したが、フェズ首長国を完全に征服することはできなかった。
1040年代半ばには、アブドゥッラー・イブン・ヤシン率いるムラービト朝との戦争が始まった。1053年、マスード首長はムラービト朝に敗れ殺害され、マスードの領地はアルモラヴィッド国の一部となった。しかし、ハズルン朝シジルマサ首長国は1063年までスフルイ地方で戦いを続け、1071年になってようやくムルヤ渓谷でムラービト朝に敗北した。

## 首長の一覧
- ハズルン・イブン・ファルフル (977年—979年)
- バヌディエ・イブン・ハズルン (979年), 1度目
- ズィール朝による征服
- バヌディエ・イブン・ハズルン (980年—997年), 2度目
- ハムド・イブン・ヤサル (997年—999年)
- バヌディエ・イブン・ハズルン (999年—1020年), 3度目
- マスード・イブン・バヌディエ (1020年—1053年)